# 수박속

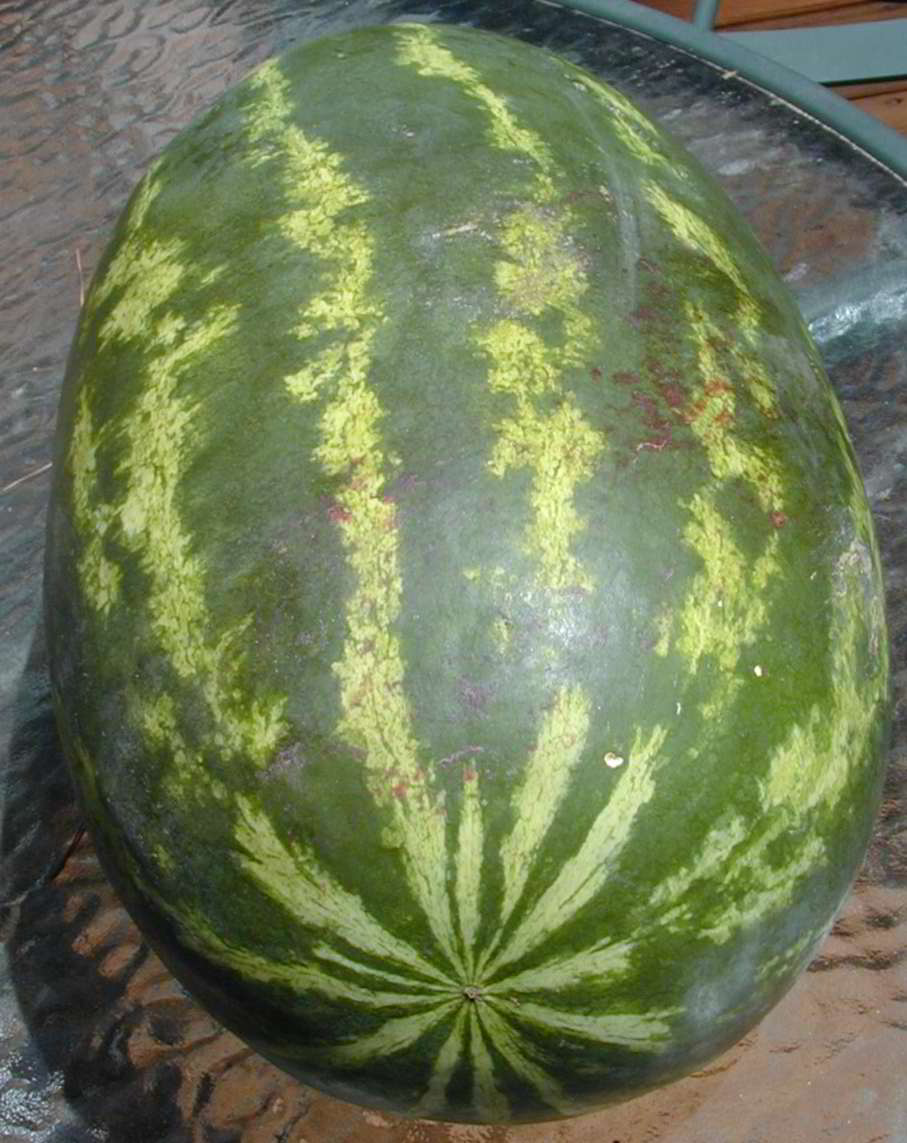
수박

수박속은 수박과 쓴사과, 칼라하리수박, 나미브수박 등을 포함한 속이다.